# Espagne péninsulaire

Carte de l'Espagne péninsulaire.

L'expression Espagne péninsulaire, en espagnol España peninsular, fait référence au territoire espagnol de la péninsule Ibérique, par opposition aux territoires situés proches de celle-ci, les îles Canaries, les îles Baléares, Ceuta, Melilla et les plazas de soberanía, qui constituent ensemble l'Espagne extrapéninsulaire. En Espagne, elle est parfois simplement qualifiée de péninsule. Ses frontières terrestres sont la France et l'Andorre au nord, le Portugal à l'ouest, et avec le territoire britannique de Gibraltar au sud.

## Sources